# Global warming potential

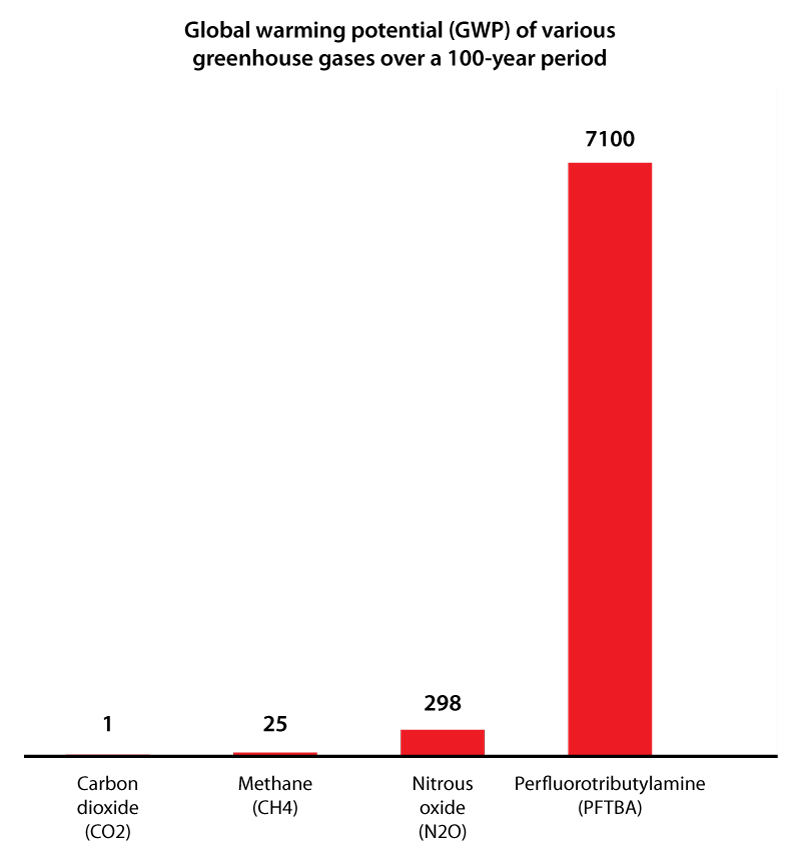
GWP för olika växthusgaser under en hundraårsperiod.

Global warming potential (GWP) är ett mått på förmågan hos en växthusgas att bidra till växthuseffekten och den globala uppvärmningen. Skalan är relativ och jämför den aktuella gasens klimatpåverkan med effekten av samma mängd koldioxid. Utsläppen av olika växthusgaser kan med hjälp av gasernas GWP-värden räknas om till koldioxidekvivalenter, vilket gör det lättare att jämföra dem med varandra.

## Påverkande faktorer
GWP-värdet beror av följande faktorer:
- Hur effektivt gasen absorberar infraröd strålning.
- I vilka delar av det infraröda våglängdsområdet som gasen absorberar strålning.
- Hur långlivad gasen är i atmosfären.

En gas som effektivt absorberar infraröd strålning och har lång livslängd i atmosfären får ett högt GWP-värde. Om gasen bara absorberar strålning vid våglängder där atmosfärens naturliga absorptionsförmåga är stor reduceras dock GWP-värdet.

## Beräkningsmetoder
GWP-värdet hos en gas är också beroende av vilken tidsrymd beräkningarna avser. I de flesta fall utgår man från hur stora klimateffekter ett utsläpp av gasen får över en hundraårsperiod. Sammanräknat över den tiden får exempelvis ett metanutsläpp 25 gånger större inverkan på klimatet än ett lika stort utsläpp av koldioxidutsläpp, vilket uttrycks som att metan har ett GWP100-värde på 25. Men eftersom metan har relativt kort livslängd i atmosfären avtar metanutsläppets klimatpåverkan betydligt snabbare än koldioxidutsläppets. Sett i en längre tidsskala, exempelvis 500 år, är metan därför inte fullt lika skadligt verksam som växthusgas jämfört med koldioxid - dess GWP500-värde uppgår bara till 7,6 (se tabellen nedan). 
Beräkningar av de olika växthusgasernas GWP-värden redovisas i de utvärderingar som regelbundet genomförs av FN:s klimatpanel (IPCC). I Kyotoprotokollet fastställdes att de GWP100-värden som angivits i IPCC:s Second Assessment Report från 1995 ska användas när växthusgasutsläpp uttryckta i koldioxidekvivalenter redovisas inom ramen för FN:s klimatkonvention. Dessa värden kan skilja sig något från GWP100-värden angivna i IPCC:s senare utvärderingar från 2001, 2007 och 2013. 
I den femte av IPCC:s Assessment Reports från 2013 inkluderades värden med och utan feedbackmekanismer.
| GWP-värden och livslängder enligt IPCC 2013 (värden från 2007 inom parentes) | Uppehållstid i atmosfären (år) | GWP-tidshorisont | GWP-tidshorisont | GWP-tidshorisont |
| ---------------------------------------------------------------------------- | ------------------------------ | ---------------- | ---------------- | ---------------- |
| GWP-värden och livslängder enligt IPCC 2013 (värden från 2007 inom parentes) | Uppehållstid i atmosfären (år) | 20 år            | 100 år           | 500 år           |
| Metan                                                                        | 12,4 (12)                      | 86 (72)          | 34 (25)          | N.A. (7,6)       |
| Dikväveoxid (lustgas)                                                        | 121 (114)                      | 268 (289)        | 298 (298)        | N.A. (153)       |
| HFC-23 (ett fluorkolväte) - Utan feedbackprocesser medräknade                | 222 (270)                      | 10 800 (12 000)  | 12 400 (14 800)  | N.A. (12 200)    |
| HFC-134a (ett fluorkolväte)                                                  | 13,4 (14)                      | 3 790 (3 830)    | 1 550 (1 430)    | N.A. (435)       |
| Svavelhexafluorid - Utan feedbackprocesser medräknade                        | 3 200 (3 200)                  | 17 500 (16 300)  | 23 500 (22 800)  | N.A. (32 600)    |